# Fuchseck

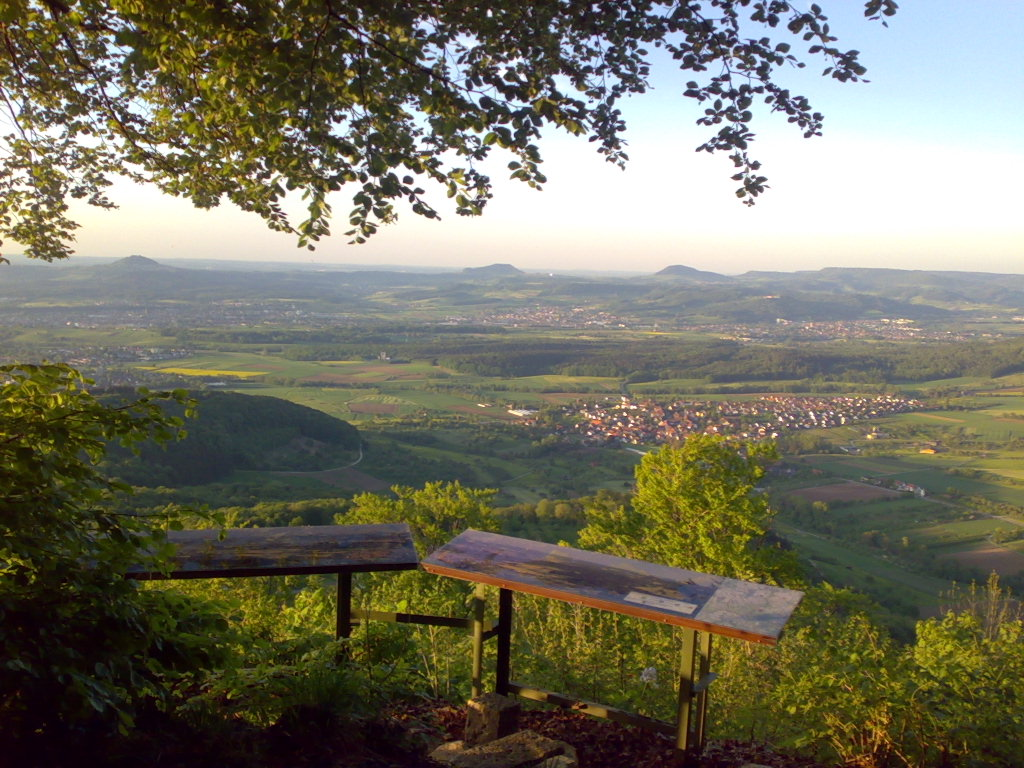
Infotafeln auf dem Fuchseck mit Blick auf die drei Kaiserberge (2009)

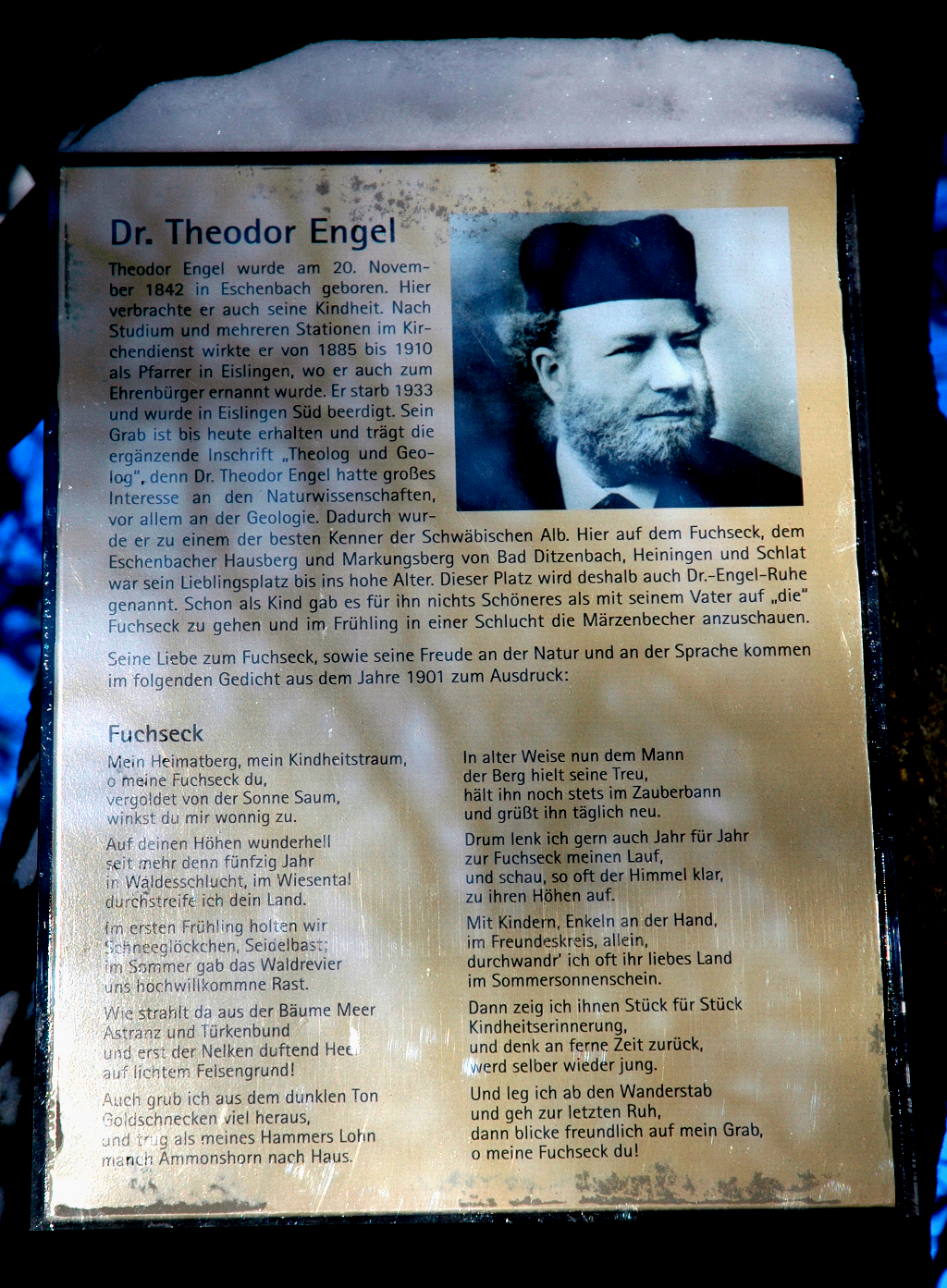
Gedenktafel Dr. Theodor Engel Ruhe (2010)

Das Fuchseck ist ein 760,9 m ü. NHN hoher Aussichtspunkt am Nordrand der Schwäbischen Alb und ein markanter Sporn des Albtraufs südöstlich von Eschenbach und südwestlich von Schlat. Das Fuchseck ist ein nicht sehr ausgeprägter Gipfel und vom 500 Meter südwestlich des Fuchsecks liegenden Rottelstein auf 780,3 m ü. NHN nur durch eine leichte Senke abgesetzt. Am Fuchseck stoßen die Gemarkungsgrenzen der Gemeinden Schlat (Ostabfall), Heiningen (Westabfall) und Bad Ditzenbach (Hochebene) aneinander. Benachbarte Berge sind der Wasserberg im Osten jenseits des Passes Gairenbuckel der L 1218 von Schlat nach Reichenbach im Täle, zu dem das Terrain langsam über den Ausläufer Hochberg abfällt,  sowie der Sielenwang im Südwesten.
Im Jahre 2008 stellte die Natursportgruppe Eschenbach eine Panorama-Aussichtsplattform mit Informationstafeln am Fuchseck auf. Darin wird unter anderem erläutert, warum dieser Ort auch Dr.-Theodor-Engel-Ruhe heißt. Das Fuchseck bietet einen Blick auf die drei Kaiserberge und das Voralbgebiet.
Über das Fuchseck führt der Schwäbische-Alb-Nordrand-Weg (HW 1), ein Weitwanderweg des Schwäbischen Albvereins. Besonders beliebt ist das Fuchseck bei Mountainbikern und Wanderern. Der Anstieg von Eschenbach aus gilt als der schwerste und steilste.